# 莫斯科—聖彼得堡鐵路

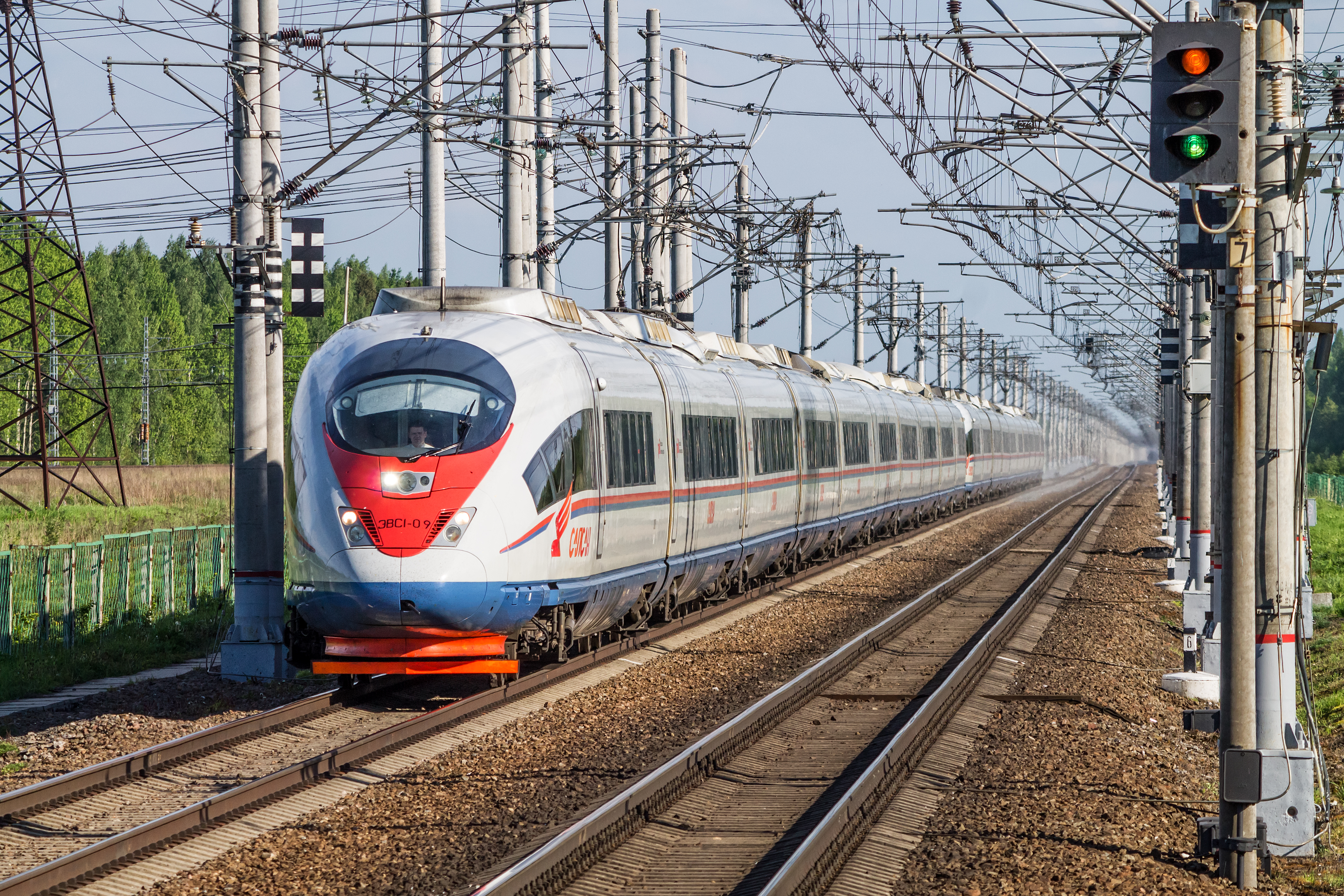
游隼号列车行驶在莫斯科－聖彼得堡鐵路上

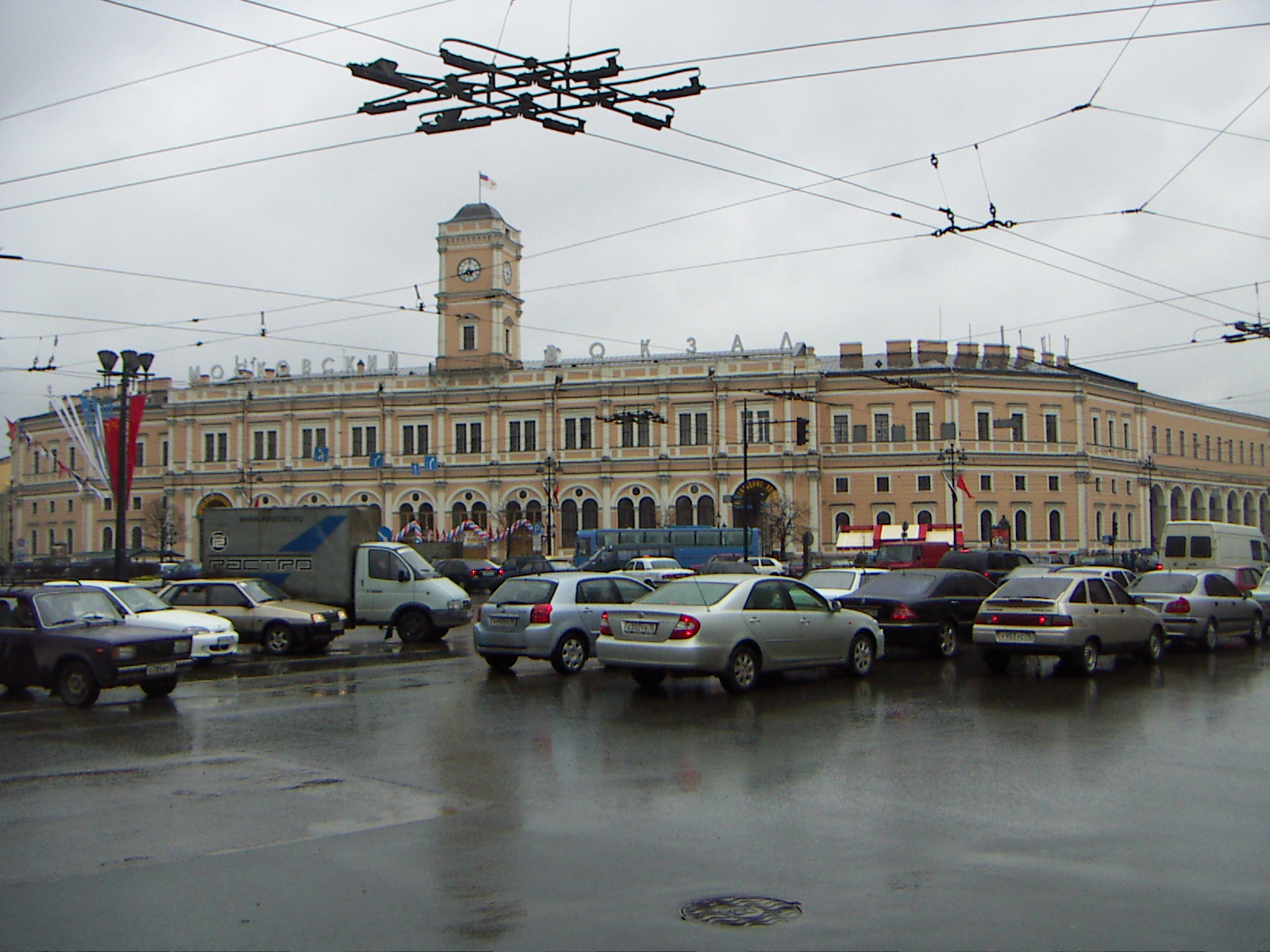
聖彼得堡的莫斯科車站：鐵路的北部終點

莫斯科－聖彼得堡鐵路（羅馬化：Nikolaevskaya zheleznaya doroga）是連接俄羅斯兩大城市—首都莫斯科和舊都聖彼得堡的鐵路線，途經莫斯科、特維爾、諾夫哥羅德和列寧格勒四州。是俄羅斯西北部的交通幹線。全長649.7公里，屬1,520毫米寬軌。

## 運營
目前的最高時速為250公里，但在時速300公里的情況下仍可正常運作。在2004年以前，速度為200公里。2004年開始提速至250公里的工程，並在2008年完工。採用與中国京津城际铁路所用列車類似的ICE-3列車的宽轨版本Velaro RUS。
自1931年開始，本線採用的是「紅箭號」列車，晚上23:55同時由莫斯科列寧格勒車站和聖彼得堡莫斯科車站開出，到翌日早上07:55抵達各自的終點站。途經的主要車站包括：克林、特維爾、博洛戈耶、小維舍拉和丘多沃 （由南至北）。
其他行走本線的列車包括涅夫斯基特快列車、大都會列車、特快列車等。

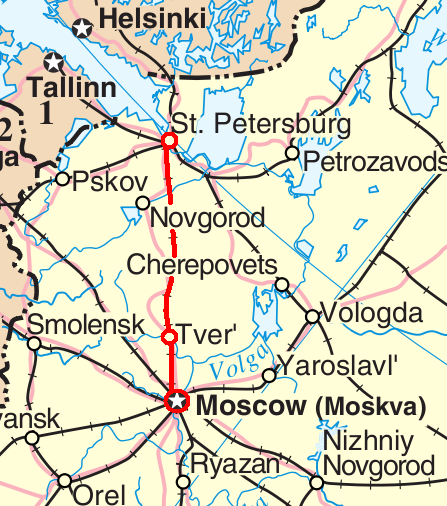
路線圖

## 歷史
本鐵路線是俄羅斯第二古老的，僅次於來往聖彼得堡和沙皇村之間的短程鐵路，是監督工程的大臣保羅·梅尼科夫的心血之作：他的塑像仍可以在本線的南終點站—莫斯科的列寧格勒站看得見。
興建連接兩座首都的鐵路計劃引起很長時期的爭議：一些守舊的大臣認為如果平民百姓可以自由旅行的話會引發暴動 （1861年以前俄羅斯仍然是農奴制社會，農奴不能自由離開土地）。最後決定只有上層人士才可以乘坐，每一位乘客都要經過嚴格的護照檢查，受警察的監視。
1842年2月1日，當時的沙皇尼古拉一世發出政令批准動工 （鐵路及其總站直到1923年皆以其為名）。這條鐵路是大量農奴的死亡為代價的，尼古拉·涅克拉索夫在其著名的詩作《鐵路》中對這事實表達了他的悲嘆。
經過接近十年的施工和大筆金錢投入，鐵路在1851年11月1日通車。首班列車在11:15自聖彼得堡開出，行駛了21小時45分鐘後，即翌日晚上9時抵達莫斯科。

### 沙皇之指
在近乎筆直的鐵路線上有一段17公里長的彎路 （在諾夫哥羅德附近），這裡有一個流傳很廣的傳說。據說沙皇在規劃鐵路的時候，是用尺在地圖上把兩個城市以直線連接起來的。他不小心在線劃到手指周圍 （另一種說法是尺上有一個小凹口）。臣子們不敢指出來，於是鐵路就按圖興建成這個樣子。事實是，這段彎路是在1877年，即鐵路完工26年後才修的。當時的蒸汽機車無法翻越一處山谷，就把它繞過去了：如果以原來規劃行駛，去莫斯科的列車就需要四部機車，而相反方向的列車就會跳過下一個車站了。
在這種情形持續了多年以後，這處彎路在2001年被修直了，全段鐵路因此被縮短了5公里，冬季行車時間縮短到4小時以下 （以ER200機車為準）。當時在原來的路線上正要改建為高速鐵路 （是俄羅斯的第一條），但由於可能影響瓦爾代高地脆弱的生態環境在強烈抗議聲中計劃被迫放棄。

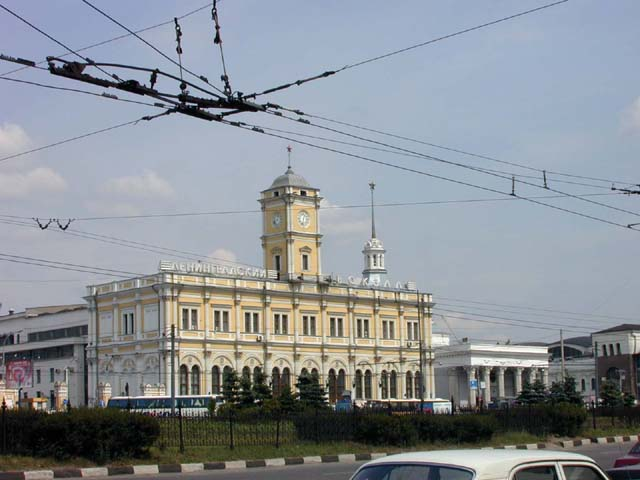
莫斯科的列寧格勒站：鐵路的南部終點

## 事故记录
- 2007年8月13日，一列在此线上行驶、从莫斯科开往圣彼得堡的客车因发生爆炸而脱轨。事故发生在列车到达小維舍拉前，无人死亡，但造成27人受伤。[3][4]
- 2009年11月27日，一列从莫斯科开往圣彼得堡的166次「涅夫斯基」特快列车在行至博洛戈耶市附近时发生脱轨，[5][6]造成至少26人死亡，96人受伤。[7]事后据分析，该事故是由威力为7千克TNT当量的自制爆炸装置发生爆炸而导致的。[8]